# Mandarin vízicsibe
A mandarin vízicsibe (Zapornia paykullii) a madarak osztályának guvatfélék (Rallidae) családjába tartozó faj.

## Rendszerezés
A fajt Sven Ingemar Ljungh svéd természettudós írta le 1813-ban, a Rallus nembe Rallus Paykullii néven. Besorolása erősen vitatott, egyes szervezetek a Zapornia nembe sorolják Zapornia paykullii néven, mások a Limnobaenus nembe Limnobaenus paykullii néven. Tudományos faji nevét Gustaf von Paykull svéd ornitológus tiszteletére kapta.

## Előfordulása
Kína, Indonézia, Észak- és Dél-Korea, Malajzia, Oroszország ázsiai részén, Thaiföld és Vietnám területén honos. A természetes élőhelye a szubtrópusi, trópusi és mérsékelt övi szezonálisan elárasztott legelők, valamint folyók, patakok és mocsarak környéke. Vonuló faj.

## Megjelenése
Testhossza 20–22 centiméter.

## Életmódja
Leginkább rákfélékkel és rovarokkal táplálkozik, de fogyaszt férgeket, magvakat és döglött halakat is.